# فتو دیستریکت نیوز
فتو دیستریکت نیوز (به انگلیسی: Photo District News یا PDN) ماه‌نامه‌ای تجاری در آمریکا برای عکاسان حرفه‌ای است که اولین بار در سال ۱۹۸۰ منتشر شد. نام مجله از محلهٔ عکس نیویورک سیتی، محله‌ای که در آن کسب و کار عکاسی رونق دارد، گرفته شده‌است.